# 主教座堂广场 (科尔马)

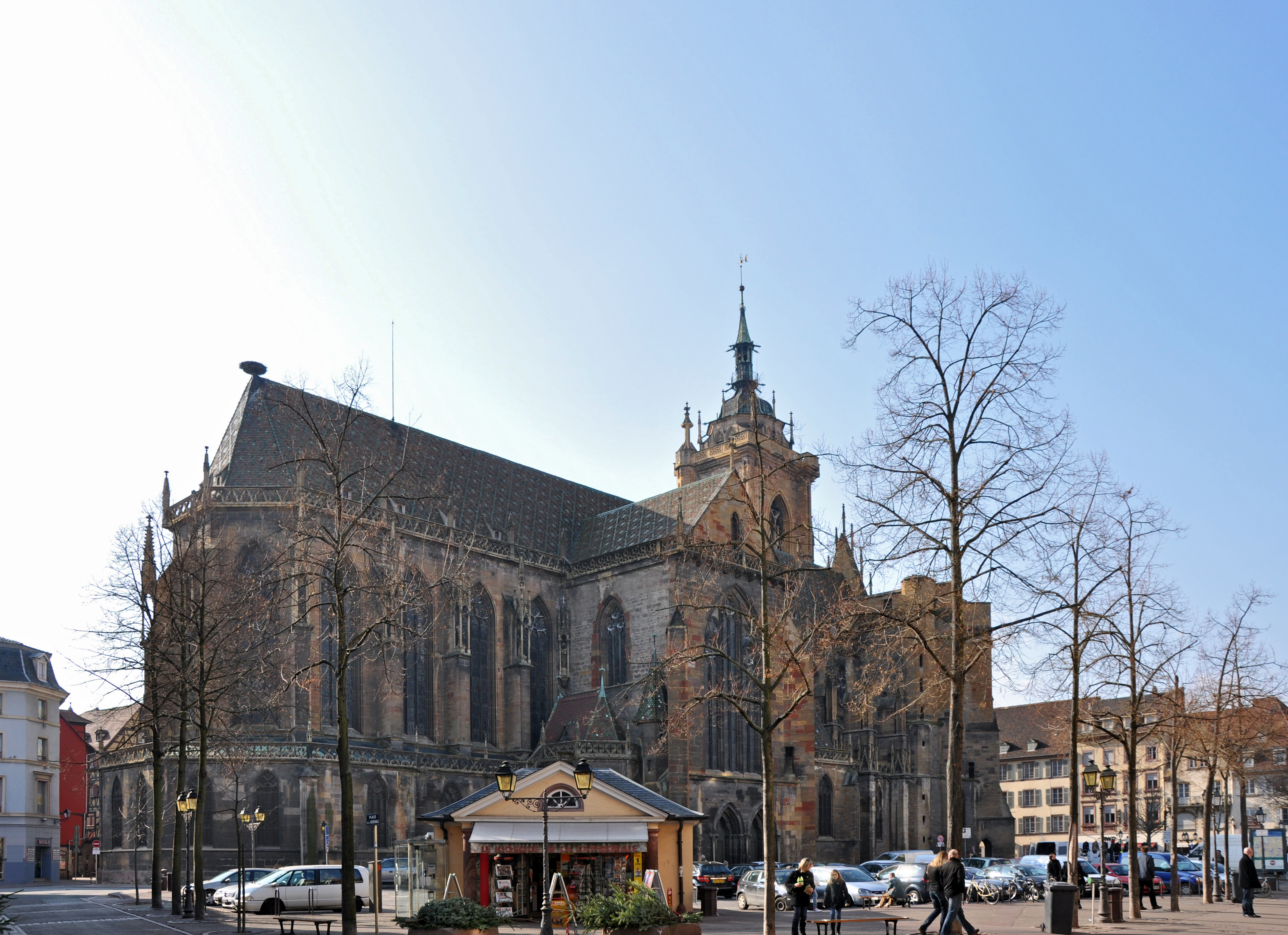
主教座堂广场与圣玛尔定堂

主教座堂广场（Place de la Cathédrale）是法国阿尔萨斯上莱茵省科尔马的一个公共广场。位于科尔马的中区。前往广场可经由圣马丁街（Rue Saint-Martin）、莫雷尔街（Rue Morel）、锁匠街（Rue des Serruriers）、梅西埃街（Rue Mercière）、教堂街（Rue de l'Église）、神父街（Rue des Prêtres）、莫顿街（Rue du Mouton）、图尔努斯街（Rue des Tourneurs）和瓦尔德纳-斯蒂芬路（cours Waldner-Stephan）。

## 名称
广场的名字来源于圣玛尔定堂,建于13-14世纪。在法国大革命期间，该堂成为上莱茵省的 cathédrale constitutionnelle。虽然自1802年以来它只是堂区教堂，但仍然经常被称为主教座堂。

## 建筑
在这个广场上有以下重要建筑。
- 主教座堂广场7号，建于1669年，1992年列为法国历史遗迹
- 17号：Corps de garde，建于1575年[2]，1958、1991年列为法国历史遗迹
- 圣玛尔定堂，建于1350年，1840年列为法国历史遗迹
- 16号：Adolph House，建于14世纪，1929年列为法国历史遗迹
- 15号：金茨堡之家（Maison Gintzburger），建于15世纪[3]
- 18号：祖姆·斯托克之家（Maison Zum Stork）[4]
- 9号：Une chapellerie

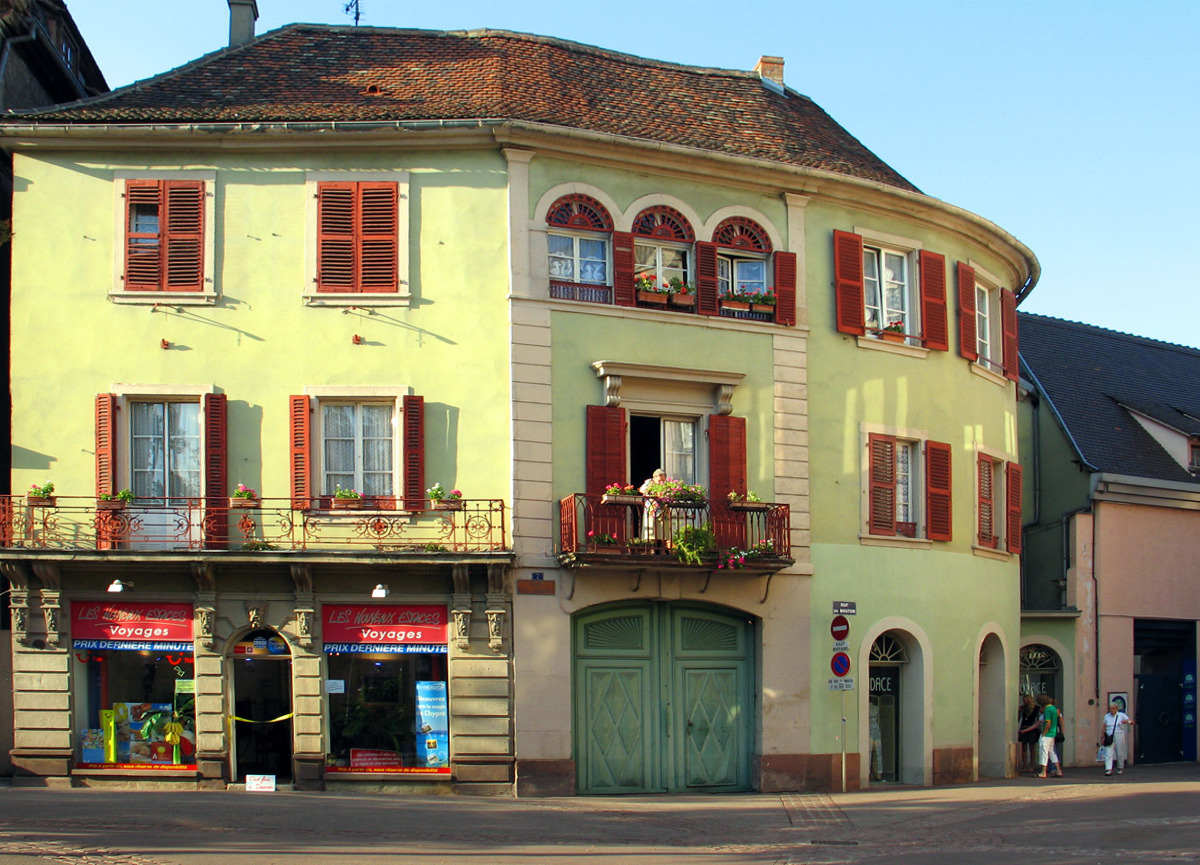
主教座堂广场7号
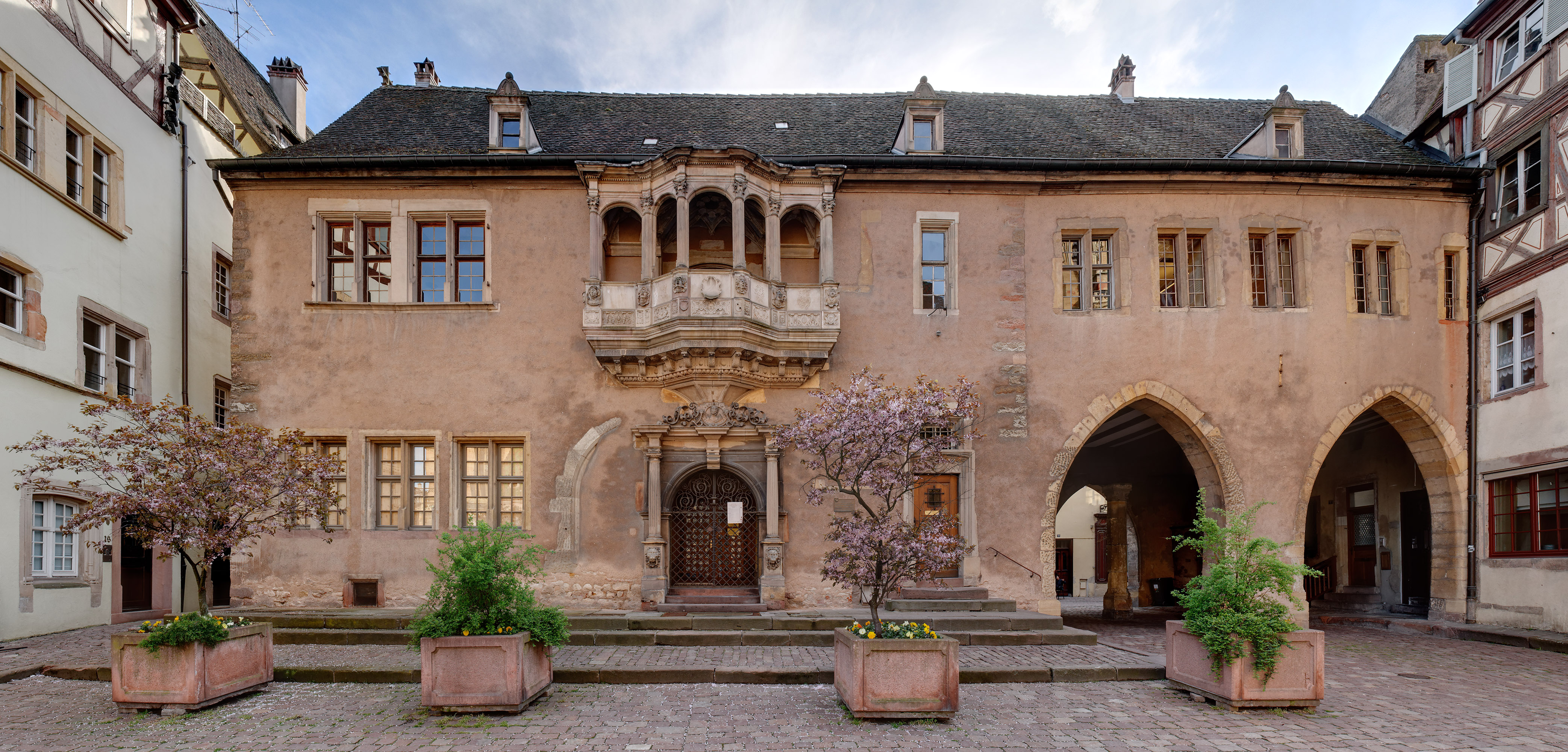
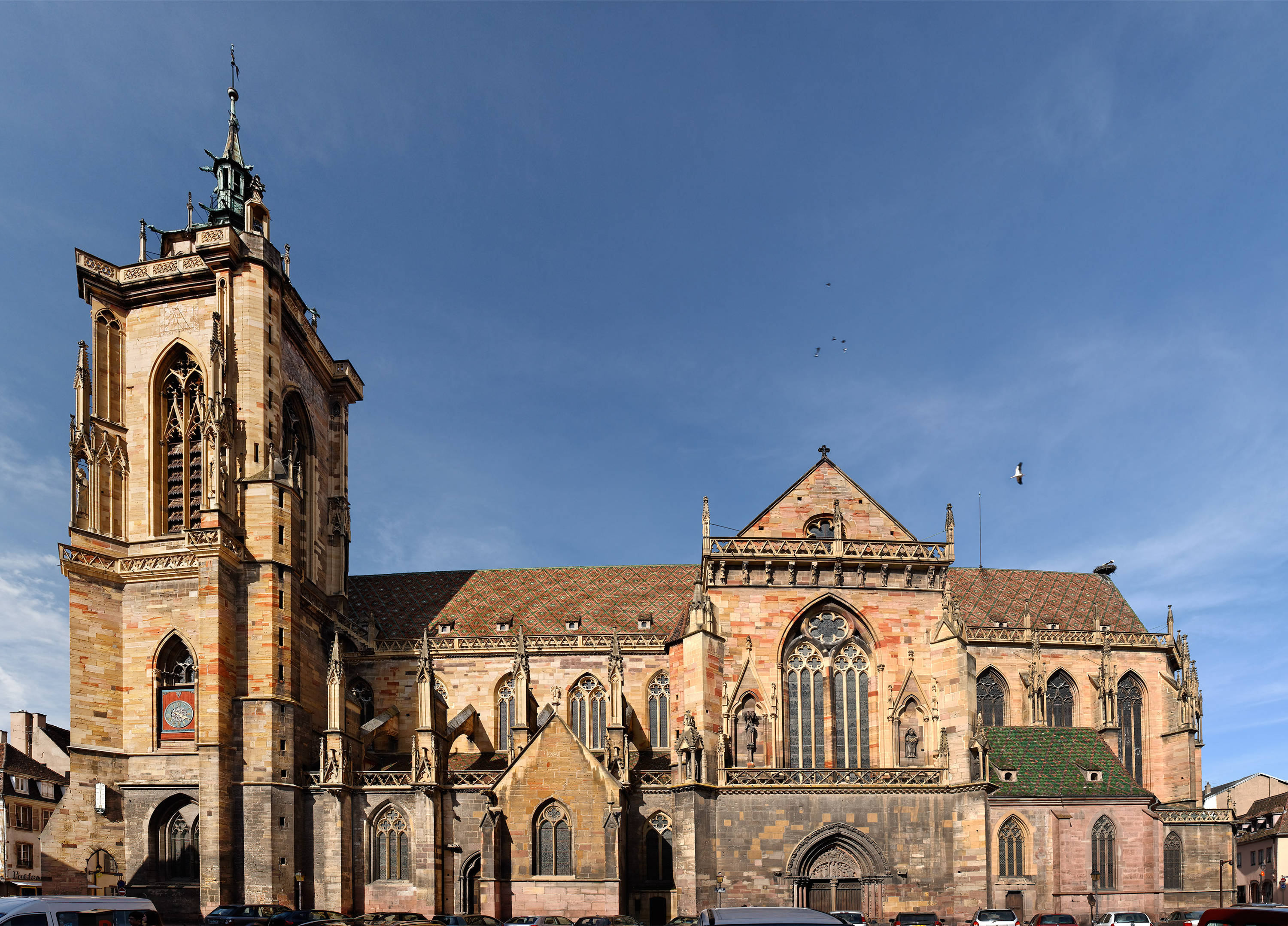
圣玛尔定堂
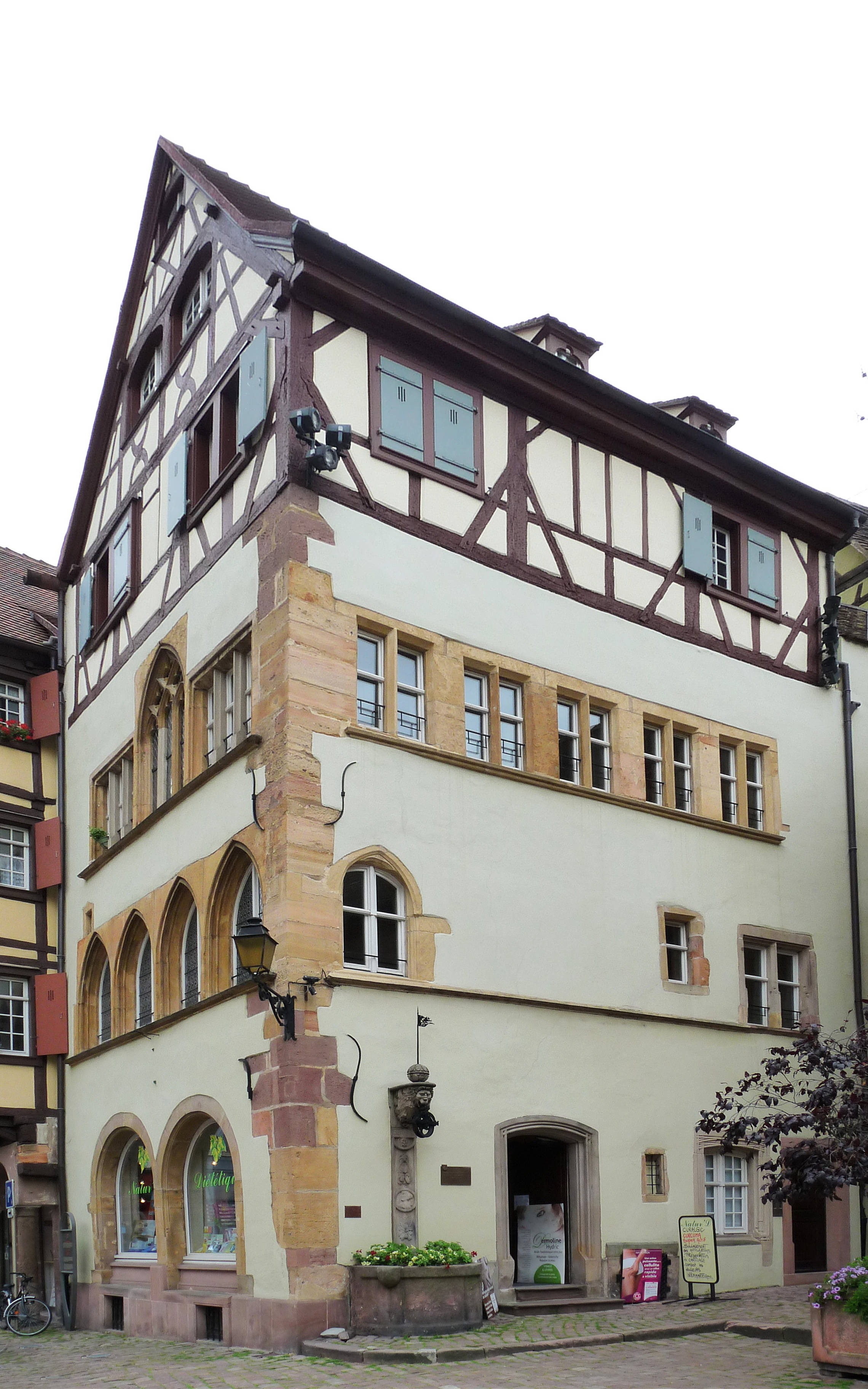
16号：Adolph House
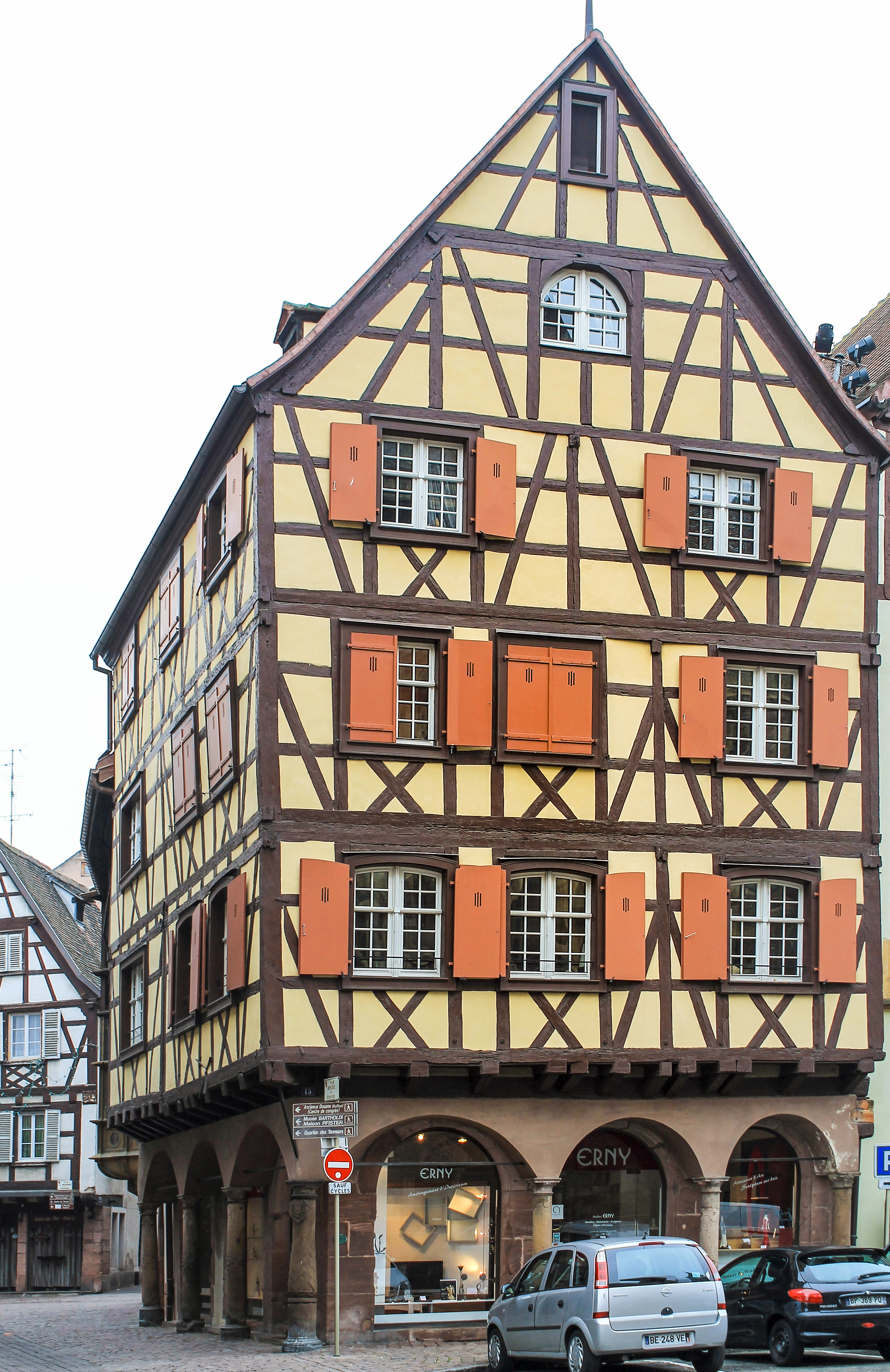
15号：金茨堡之家
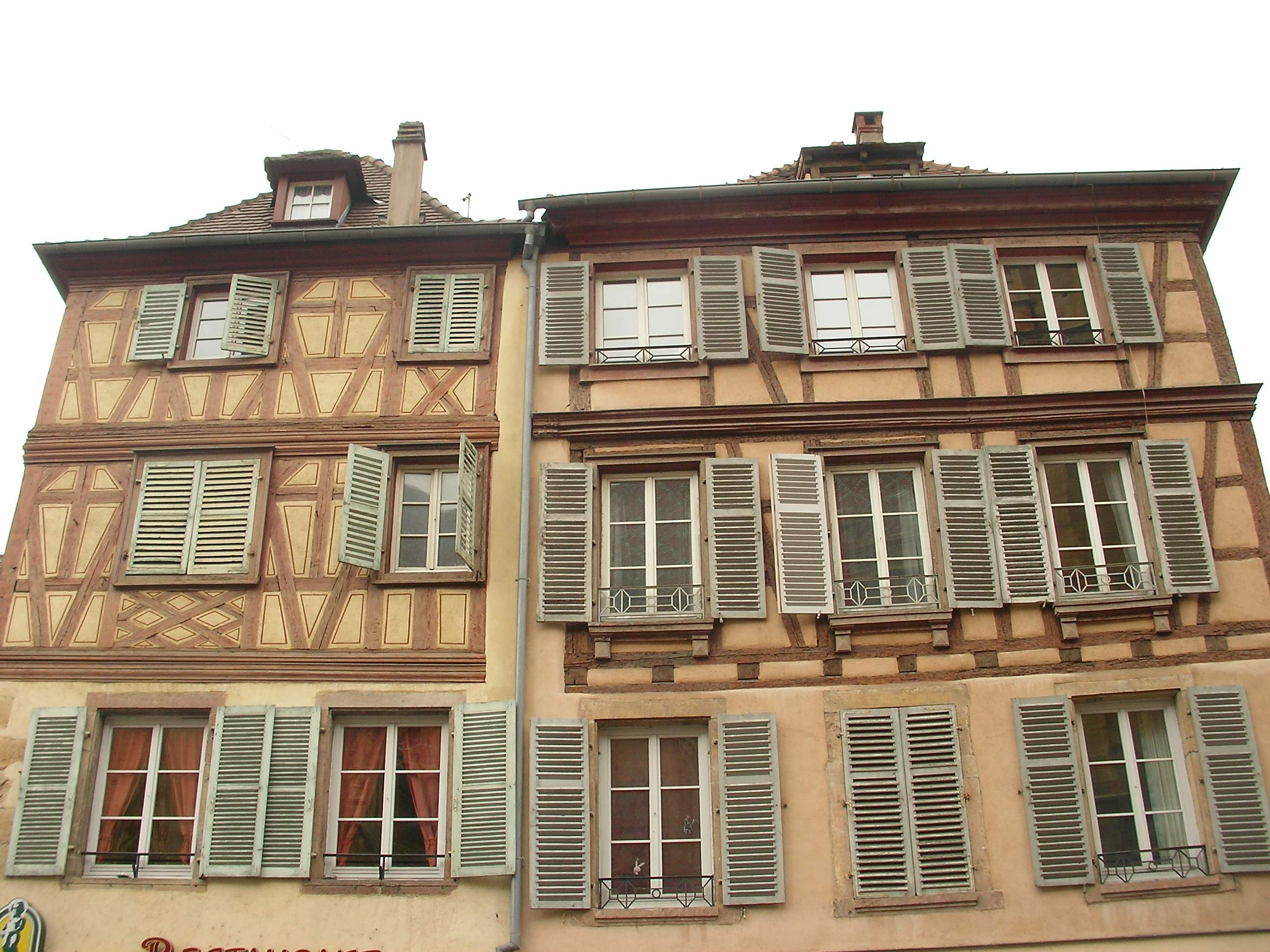
18号：祖姆·斯托克之家
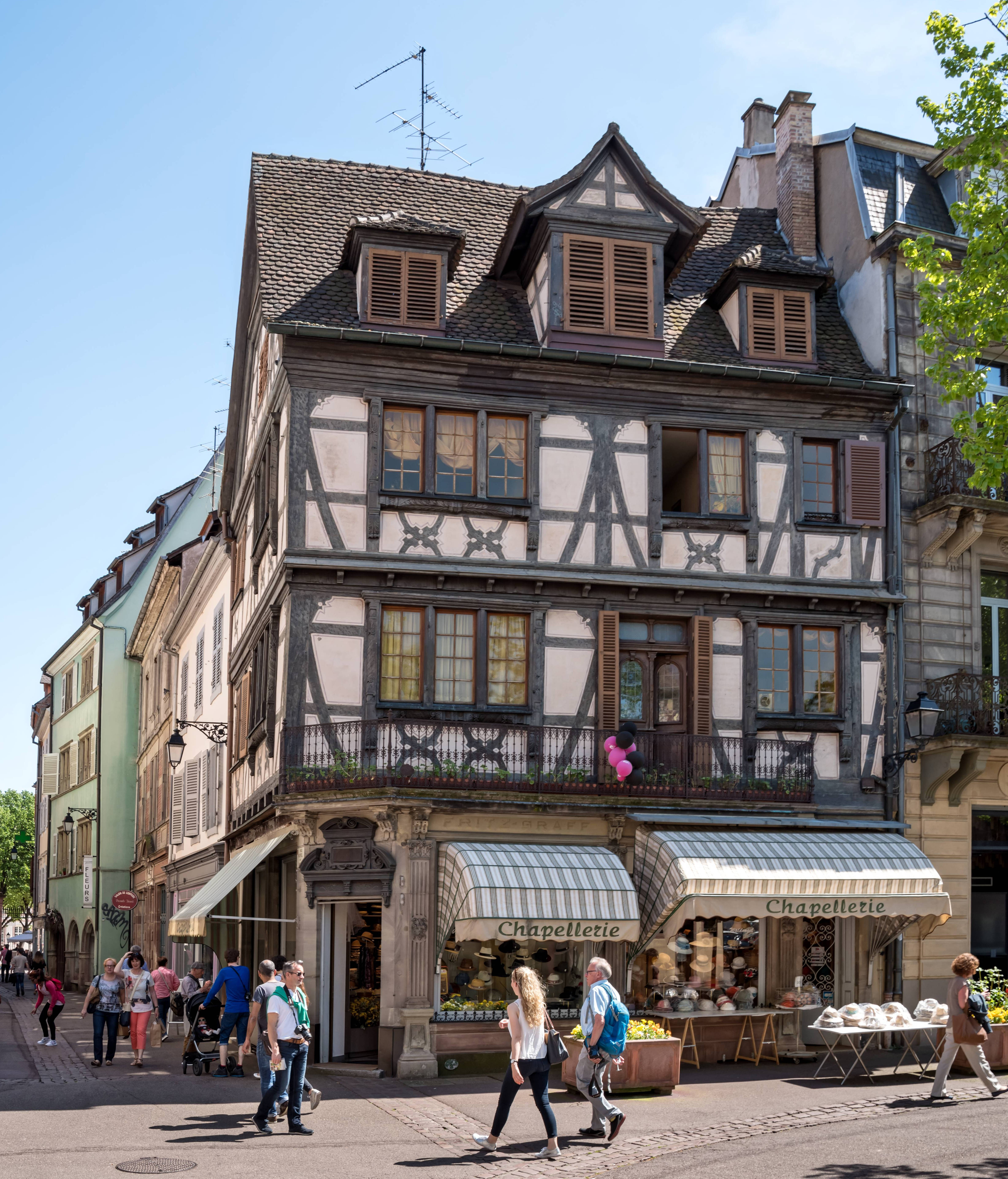
9号：Une chapellerie